# Gold Against the Soul
Gold Against the Soul (с англ. — «Золото против души») — второй студийный альбом валлийской рок-группы Manic Street Preachers, выпущенный 21 июня 1993 года лейблом Columbia Records. Диск был записан в Outside Studios, что в Чекедоне и спродюсирован Дэйвом Эрингой. Впоследствии музыканты заявляли, что решение снова поработать с Дэйвом Эрингой было важным для этого альбома.
Gold Against the Soul, имел более коммерческое звучание; известный своими текстами, отражающими меланхолию, Gold Against the Soul объединил в себе различные музыкальные стили, включая фанк и гранж.
Альбом получил смешанные отзывы, но показал хорошие результаты, достигнув восьмой строчки в британском чарте альбомов. Группа назвала Gold Against the Soul своим наименее любимым альбомом, а период, предшествовавший выходу альбома, — самым рассеянным в их карьере.

## Запись
Группа заявила, что решение снова поработать с Дэйвом Эринга было важным для этого альбома: «Мы закончили работу в ноябре, а затем просто отправились прямиком в демо-студию и примерно через четыре недели выпустили полностью готовый альбом. Мы все были довольны всеми песнями, мы знали, как они должны звучать, поэтому мы не хотели использовать мейнстрим-продюсера, потому что у них есть своё собственное звучание и видение того, какой должна быть запись. Поэтому мы просто позвонили Дэйву и сказали: „Послушай, приезжай, давай посмотрим, что из этого выйдет“, и всем понравилось то, что мы делали, поэтому мы решили остаться с ним».
Когда их попросили «оглянуться назад» на альбом, сами участники группы назвали Gold Against the Soul своим наименее любимым альбомом, а период, предшествовавший выходу альбома, — самым рассеянным в их карьере. Вокалист и гитарист группы Джеймс Дин Брэдфилд сказал: «Все, что мы хотели сделать, это перейти под корпоративное крыло. Мы думали, что сможем проигнорировать это, но на вас это действительно влияет».

## Список композиций
1. «Sleepflower» — 4:51
2. «From Despair to Where» — 3:34
3. «La Tristesse Durera (Scream to a Sigh)» — 4:13
4. «Yourself» — 4:11
5. «Life Becoming a Landslide» — 4:14
6. «Drug Drug Druggy» — 3:26
7. «Roses in the Hospital» — 5:02
8. «Nostalgic Pushead» — 4:14
9. «Symphony of Tourette» — 3:31
10. «Gold Against the Soul» — 5:34